# Atoem
Atoem of Atum is in de Egyptische mythologie de zelfgeschapen voorwereldlijke scheppergod en de voorvader van alle andere goden en de farao's. Hij wordt 'de ene' genoemd (die zich vestigde op de Benben, de berg die uit de oeroceaan Noen oprees). Daarnaast speelt hij in het Nieuwe Rijk nog een rol in de zonnecultus, maar het is vooral een zeer oude, mogelijk predynastieke god. Atoem betekent in het Oudegyptisch het zijn, het al (hij die volkomen is) of het niets (hij die niet bestaat). Atoem wordt vaak gelijkgesteld aan de zonnegod Ra.

## Mythologie

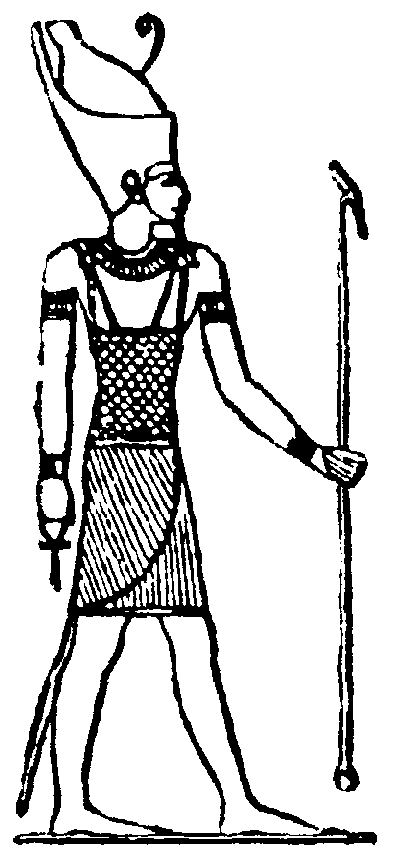
Atum, afgebeeld in het Nordisk Familjebok

Atoem was de grote belangrijke god van Heliopolis. Zijn cultus was erg oud, en in de tijd van het Oude Rijk was hij de scheppende kracht. Hij was de belangrijkste van de acht of negen vaakst genoemde goden van de Piramideteksten: de Enneade (het negental). Hierdoor hebben we een schat aan informatie over deze god in de mythologie en over zijn karakter. Zijn belangrijkste karaktertrek is de scheppende god maar ook de zelf-scheppende. Hij kwam 'als paling' uit de oerwateren van Noen (of Nun), schiep het land als een 'oerheuvel' die uit het water opstak en creëerde de goden uit zijn gedachte. Om te scheppen moest deze 'ene' zichzelf splitsen. Volgens een bepaalde mythe ontstond het eerste godenpaar door te blazen Shu (droge verplaatsbare lucht en licht), te niezen, proesten Tefnut (vocht en warmte) of uit zijn 'sperma door masturbatie', (aangezien Atoem alleen was toen hij schiep).
Maar Atoem had ook andere aspecten:
- De Al-omvattende heer: alles wat bestond kwam van het vlees van Atoem, en ieder individu kwam van de Ka van de god. De farao zou volgens de piramideteksten met Atoem verenigen (aspect dat later met Osiris werd geassocieerd).
- Schepper: volgens de Heliopolitaanse enneade was Atoem gemaakt in de chaos van Noen, en creëerde hij zichzelf. Hij is de schepper en de vernietiger. In het Boek van de doden (Amdoeat) zegt men dat hij aan het einde van de wereld alles zal vernietigen.
- Vader van de goden en de farao: als een scheppergod was hij vader van een reeks goden. De farao werd geassocieerd met Horus, en dus was Atoem ook vader van de farao.

## Aanbidding
Atoem was de belangrijkste god die in Heliopolis aanbeden werd, hoewel hij soms overschaduwd werd door Ra. De god wordt vaak heer van Heliopolis genoemd, en zelfs na de opkomst van Ra bleef hij van invloed. Cultuscentra van Atoem zijn niet alleen in het noorden te vinden, maar ook in de rest van het land. Er zijn relatief weinig afbeeldingen van Atoem bekend. De meeste komen voor op amuletten.

## Afbeelding
Atoem wordt wel als paling voorgesteld, een vis die in duister modderwater leeft, maar ook aan land kan kruipen. Als paling maakte hij het eerste land, dat als een 'oerheuvel' uit het 'oerwater' opstak.
Maar over het algemeen wordt Atoem in menselijke vorm weergegeven, als een man met een dubbele kroon (psjent) die op een troon zit. Daarnaast wordt de god soms afgebeeld met het hoofd van een ram. De staf die Atoem bij zich draagt geeft aan dat hij als zeer oud moet worden beschouwd. Zijn dierlijke vormen zijn de slang (serpent), mangoest, leeuw, stier, salamander en baviaan. Soms is de god bewapend met een boog. In verband met zijn regenererend vermogen wordt hij soms ook als een scarabee afgebeeld.